# Elfové (Středozem)

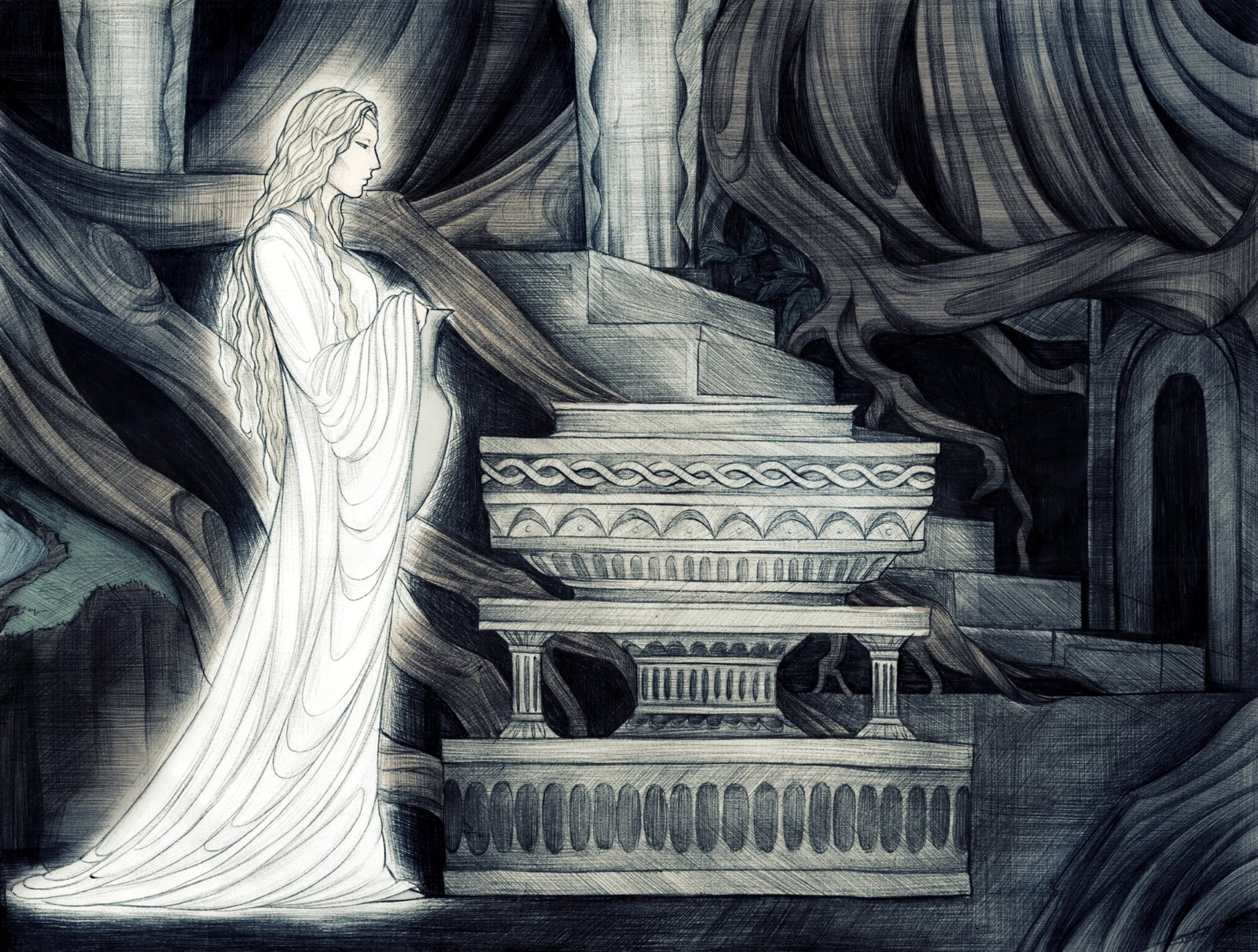
Elfka Galadriel, paní Lothlórienu, je jednou z výrazných postav Tolkienova fantasy světa

Elfové jsou jednou z ras objevujících se v Tolkienově fantasy příbězích. Při popisu jejich dějin a především pak líčení historie jednoho z elfských národů – Noldor Tolkien vykresluje nejranější období Ardy. Elfové se jako hlavní či vedlejší postavy objevují ve většině Tolkienových knih týkajících se Středozemě. Nejvýznamnější pozornost je jim věnována při popisu prvního věku. Elfové bývají označováni jako Prvorození, sami se pak nazývají Quendi.
Objevují se v Tolkienových dílech Hobit aneb cesta tam a zase zpátky a v jeho trilogii Pán prstenů. Jejich historie je nejobsáhleji popsána v Silmarillionu. Další detaily jsou v Nedokončených příbězích Númenoru a Středozemě, Húrinových dětech a The History of Middle-earth.

## Pojmenování
Elfové se sami z počátku označovali jako Quendi čili ti, kdo mluví hlasem. Jako první z Ilúvatarových děti bývají v komparaci s lidmi – Druhorozenými či Nástupci, kteří se probrali až v prvním slunečním věku, označováni jako Prvorození. V sindarštině byli elfové jmenováni jako Eledhrim.

## Popis elfů
Elfové jsou Tolkienem popisováni jako nejsličnější a nejmoudřejší ze všech ras Ardy. Stárnou jen velice pomalu a až na případy násilného zabití jsou nesmrtelní. V případě smrti odcházejí do Síní Mandosu na západě Amanu, kde čekají na konec světa. Z počátku byli elfové fyzicky zdatnější než v pozdějších dobách. Kromě sličných rysů byl pro elfy typický vysoký vzrůst a rovné či vlnité vlasy. Elfové rodu Vanyar měli vlasy nejčastěji světlé, zatímco Noldor byli známí vlasy tmavými.
Všichni elfové byli charakterističtí výbornou zručností a jedinečně vyvinutými smysly, především pak svým zrakem a sluchem. Ve znalosti přírody a lesa mezi Quendi vynikali kmeny Avari, z Eldar pak především Teleri, Nandor a Zelení elfové. Teleri z Alqualondë a Falasu byli navíc prvními a nejlepšími staviteli lodí, Noldor skvělými řemeslníky a Sindar nedostižnými pěvci.

### Špičaté uši
V Silmarillionu ani v Pánu Prstenů není explicitní zmínka o špičatých uších. Víme, že Tolkienovi elfové skutečně měli špičaté uši jen díky dopisu, který Tolkien poslal ilustrátorům Hobita, ve kterém se psalo že Bilbovy uši mají být „pouze lehce špičaté a 'elfí'“ a díky pasáži v Etymologiích (publikované v Ztracené cesty a jiná psaní), kde Tolkien říká, že „uši Quendi (elfů) jsou špičatější a více do tvaru listu než lidské“. Praktické úvahy, včetně množství událostí, kdy byli lidé považováni za elfy (nejvýrazněji Túrin Turambar), napovídají, že špičatost musela být jemná, něco úplně jiného než velké uši z Elfquestu nebo extrémně dlouhé rovné elfí uši v některých anime jako Record of Lodoss War nebo z her Warcraft.

## Dělení elfů
Elfové se již od svého procitnutí dělili na tři klany:
- Minyar, z nichž všichni odešli do Valinoru a byli později známi jako Vanyar.
- Tatyar, z nichž polovina následovala Finwëho do Valinoru a byli známi jako Noldor.
- Nelyar, z nichž většina následovala Elwëho a Olwëho do Valinoru a byli známi jako Teleri

Ti, kteří odmítli pozvání Valar a raději zůstali ve Středozemi byli známi jako Avari čili Neochotní.
Při pochodu elfů na západ došlo k jejich dalšímu dělení. Nejvíce nerozhodní a váhaví byli Teleri, z nichž se postupně vydělily skupiny:
- Nandor, kteří před Mlžnými horami opustili průvod Teleri a vedeni Lenwëm zamířili podél Anduiny na jih. Později se z nich vydělili Zelení elfové. Ve třetím věku byli známi jako Lesní elfové.
- Sindar, kteří zůstali s Elu Thingolem a Melian v Beleriandu a založili říši Doriath.
- Falathrim, kteří si po příchodu do Beleriandu zamilovali moře a stali se přáteli Ossëho. Zůstali v přímořském Falasu a jejich pánem se stal Círdan.

Vanyar, Noldor a Teleri, bývají nazýváni Eldar čili Elfové velké pouti. Ti z nich kteří měli možnost pohlédnout na světla Dvou valinorských stromů, bývají nazýváni Calaquendi tedy Elfové světla. Ti z Eldar, kteří do Valinoru nedorazili (Sindar, Falathrim a Nandor) jsou nazýváni Úmanyar čili Elfové soumraku. Úmanyar a Avari, kteří na Velkou cestu vůbec nevyrazili jsou souhrnně označováni jako Moriquendi Elfové tmy.

## Dějiny elfů

### Rané dějiny

#### Probuzení elfů
První elfové procitli pod hvězdnou oblohou během věků Dvou stromů u břehů Jezera probuzení, Cuiviénenu. Jako prvnímu se však Quendi podařilo objevit Melkorovým špehům. Služebníkům Temného pána se několik neopatrných elfů podařilo odvléct do pevnosti Utumna, kde z nich Melkor za pomoci mučení vytvořil ohavné plemeno skřetů. Po nějakém čase se u vod Cuiviénenu objevil také Vala Oromë. Po první porážce a zajetí Melkora se s ním pak tři elfí vyslanci Ingwë, Finwë a Elwë vydali do Valinoru a po svém návratu přesvědčili většinu svých příbuzných, aby společně odešli od vod Cuiviénenu na západ do Amanu. Tehdy došlo k prvnímu dělení elfů – všichni příbuzní Ingwëho a většina příbuzných Elwëho a Finwëho se rozhodla odejít s Oromëm do Valinoru a ti byli později známí jako Eldar čili Elfové Velké pouti, zatímco ti, kteří se rozhodli zůstat ve hvězdami ozářené Středozemi začali být známi jako Avari tedy Neochotní.

#### Velký pochod
Při velkém přesunu Eldar napříč Středozemí došlo k jejich dalšímu dělení. Nejmenší skupina, již vedl Ingwë, kterého později všichni považovali za Velekrále všech elfů, byla známa jako Vanyar (v Nedokončených příbězích jsou označeni jako Teleri). Ingwë, který nejvíce ze všech toužil znovu spatřit světlo stromů dokázal svůj lid provést přes Středozem k západnímu moři nejrychleji. Vanyar byli miláčky Manwëho a Vardy a nejsličnějšími z Ilúvatarových dětí.
Druhá skupina, vedena Finwëm, byla nazývána Noldor. To byli Hloubaví elfové (v Nedokončených příbězích známi jako Gnómové). Stali se miláčky Aulëho a jejich dějiny jsou nejspletitější z celé Ardy. Zasloužili se také o největší díla stvořená živými bytostmi. Mezi jejich výtvory patřili mimo jiné Fëanorovy silmarily, eregionské Prsteny moci či palantíry.
Největší skupinu Eldar tvořili Teleri (v raných textech nazýváni Solosimpi, Mořští pištci), jež vedli bratři Elwë a Olwë. Během cesty se část Teleri zalekla Mlžných hor, a vedeni Lenwëm se od Eldar odpojili. Ti byli později známí jako Nandor. Časem část z nich splynula s Avari a do příběhů vstoupili jako Lesní elfové. Další dvě skupiny Teleri se od hlavního proudu oddělily v Beleriandu. To byli Eglath a Falathrim, kteří jsou souhrnně nazýváni Sindar tedy Šedý lid. Jejich vůdci se stali Elwë Thingol, který pojal za ženu Maiu Melian a stavitel lodí Círdan. Většina Teleri vedená Olwëm však přesto dospěla k moři.
Vanyar a Noldor, kteří na pobřeží dospěli první byli Ulmem a jeho služebníky přetaženi na ostrově přes moře a jako první z živých bytostí tak vstoupili do Amanu a spatřili světlo Dvou stromů. Část Teleri, kteří postupovali pomaleji, k moři vůbec nedorazila. Přesto většina vedená Olwëm velmi toužila spatřit Valinor a tak nakonec i tyto elfy přepravil pomocí ostrova Pán vod Ulmo na druhou stranu moře. Nechali se však přesvědčit Ossëm, aby zcela neopustili moře, které si zamilovali a tak ostrov na kterém byli Ulmem taženi neopustili, nýbrž jej Ossë upevnil na dohled břehů Amanu. Tak žili Teleri na ostrově, který pojmenovali Tol Eressëa čili Osamělý ostrov, na dohled Blažené říše. Tam Teleri žili dokud je touha spatřit své příbuzné a Dva valinorské stromy nepohnula k cestě dál na západ. Ossë je naučil stavět lodě a Teleri na nich dopluli do Amanu, kde jako poslední z Eldar pohlédli na světlo Blažené říše. Milovali však moře a proto se usadili na východním pobřeží Amanu, kde založili svůj přístav Alqualondë, v němž sídlil jejich pán Olwë.

#### Roky Melkorova zajetí

##### Eldar v Amanu
V časech Melkorova zajetí, která jsou známa jako Poledne Blažené říše, žili tři čeledi Eldar v Amanu. V této době došlo k všestrannému rozkvětu elfů. Vanyar společně s Noldor vystavěli město Tirion, avšak Vanyar toto nádherné sídlo z lásky k Valar záhy opustili a usadili se přímo v sousedství Valar na úbočích hory Taniquetil. Jejich král Ingwë, jehož autoritu respektovali všichni Eldar, seděl po boku samotného Manwëho. V Tirionu vládl pán Noldor Finwë. Za jeho vlády se Noldor pod dohledem Aulëho naučili zpracovávat kámen a drahokamy. Rúmil Tirionský tehdy vymyslel první elfí písmo. Teleri sídlící v přístavu Alqualondë dál zdokonalovali své lodě.
Za roků Melkorova zajetí se narodili mnozí z důležitých postav pozdějších dob. Došlo k narození Finwëho synů Fëanora, Fingolfina a Finarfina. Fëanor měl se svou ženou Nerdanel sedm synů, Fingolfin zplodil Fingona a Turgona a Finarfinovi se narodil syn Finrod a dcera Galadriel.

##### Elfové v Beleriandu
Po odplutí Vanyar, Noldor a většiny svých příbuzných zůstala v Beleriandu část Teleri uznávající autoritu Elwëho, který začal být znám v jazyce Sindar jako Elu Thingol král Šedoplášť. Thingol založil svou říši v lesích Doriathu. Jeho autoritu respektovali všichni Quendi, kteří zůstali v Beleriandu. Tedy i Círdan, jež vládl elfům v přímořském Falasu, a také Denethor, který do Beleriandu přivedl část Nandor a usadil se v Ossiriandu.
V době Melkorova zajetí se v Beleriandu poprvé objevují trpaslíci, jejichž otcové se probrali krátce po zrození elfů. Ačkoliv mezi oběma plemeny panovala nedůvěřivost, každá ze stran velmi profitovala ze společného obchodu a trpaslíci pro krále Thingola vyhloubili jeho královské sídlo Menegroth. Tehdy vymyslel první runové písmo Sindar Thingolův učenec Daeron. Thingolovi a Melian se navíc narodila dcera Lúthien považovaná za nejkrásnější z Ilúvatarových dětí.

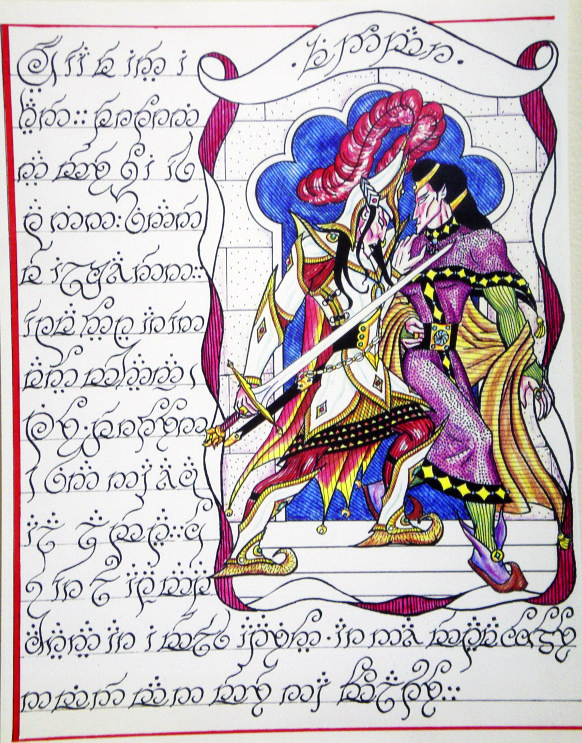
Fëanor ohrožuje svým mečem nevlastního bratra Fingolfina

#### Po propuštění Melkora

##### Vzpoura Noldor
Nad Melkorem se po třech věcích, za nichž byl vězněn v síních Mandosu, slitoval Manwë. Poté, co u něj prosil za odpuštění, byl Melkor propuštěn, avšak zatajil před Manwëm a ostatními své temné úmysly. Žárlil na elfy, nenáviděl je, pokoušel se získat jejich poklady a snažil se elfy zneužít. Nejvíce pochodil mezi Noldor mezi nimiž šířil lži a pomluvy o Valar a o lidech, jejichž příchod se očekával. Melkorovým největším nepřítelem se stal Finwëho prvorozený syn Fëanor, který tehdy stvořil největší dílo všech dob, silmarily. Melkor po těchto klenotech, které obsahovaly světlo Dvou stromů velmi prahl. Melkor si proto vymyslel pomluvy, jež vedly ke sporu mezi Fëanorem a jeho nevlastním bratrem Fingolfinem. Při šarvátce vytáhl Fëanor na svého bratra meč a byl za to vyhnán z Tirionu, načež se usadil ve své pevnosti Formenosu. Do exilu jej následovali jeho synové i otec Finwë. Králem Tirionu se stal Fingolfin.
Melkor však Valar i Eldar zaskočil a za pomoci pavoučice Ungoliant se mu podařilo zničit Dva valinorské stromy. Na útěku z Amanu přepadnul Formenos, kde zavraždil velekrále Noldor, Finwëho a ukradl Fëanorovi silmarily s nimiž uprchnul do Středozemě. Tehdy jej Finwëho syn proklel a nazval jej Morgothem Černým nepřítelem Světa. Fëanor pak, nedbaje zákazu Valar, vstoupil do Tirionu, a přede všemi Noldor hovořil o údajné nečinnosti Valar a nutnosti návratu do Středozemě a porážce Morgotha. Tehdy on a jeho synové vyslovili svou strašlivou přísahu, v níž slibovali smrt každému, kdo by usiloval o Fëanorovy klenoty. Většina Finwëho rodu se nechala ztrhnout Fëanorovými slovy a rovněž zatoužila vrátit se do Středozemě a vládnout tam vlastním zemím po své vůli. Přes odpor Fingolfina, Finarfina a Turgona velká většina Noldor opustila Tirion a pod vedením Fëanora zamířila k moři.
Fëanor a nejdychtivější z jeho lidu se po příchodu do Alqualondë pokusili přesvědčit Teleri, aby jim svěřili své lodě pro přeplutí moře. To Olwë odmítnul, načež se Fëanorovi lidé pokusili lodí zmocnit násilím. V Labutím přístavu došlo k prvnímu zabíjení rodných, přesila Noldor přemohla Teleri a ukradla jim jejich milované lodě. Noldor pokračovali podél pobřeží dál na severovýchod a tehdy se jim zjevil Mandos, který nad nimi vynesl kletbu označovanou jako Sudba Noldor či Proroctví Severu. V této sudbě odsoudil Noldor k mnoha bolestem, zapovězení Valinoru a prokletí Fëanorova rodu. Tehdy se část Noldor vedená Finarfinem a litující vraždění v Alqualondë vrátila zpátky do Valinoru, kde získala odpuštění Valar a Finarfin se stal králem Noldor, kteří zůstali v Amanu. Tito Noldor byli známi jako Aulentur, přátelé Aulëho.

##### Sindar po propuštění Melkora
Již před propuštěním Melkora se začalo ve Středozemi probouzet jeho zlo a zeměmi se stále častěji začali toulat vlci, démoni a skřeti. Sindar se proto za pomoci trpaslíků z Ered Luin vyzbrojili a ubránili své země před prvním náporem zlých tvorů, kteří doposud čekali na svého pána.
Poté, co Morgoth zničil Dva stromy, usmrtil Finwëho a ukradl silmarily, uprchnul i s klenoty do Středozemě, kde se usadil ve své staré pevnosti Angbandu nacházející se severně od zemí Beleriandu. Za svůj prvotní cíl si Temný pán stanovil ovládnutí Beleriandských elfů. Vyslal proti Doriathu armády skřetů, které obklíčili Círdanův lid za hradbami jeho přístavů Brithombar a Eglarest a zle poničili vojsko ossiriandských elfů. Nakonec se však Thingolovi podařilo skřety v první bitvě beleriandských válek porazit a království Doriath ubránit.

#### Návrat Noldor
Většina Noldor napříč Mandosově sudbě pokračovala ve své cestě na severovýchod podél pustého a chladného pobřeží Amanu zvaného Araman. Tam Fëanor zradil svého nevlastního bratra a se svým lidem přeplul na lodích Teleri moře, načež nechal lodě zapálit. Fingolfina a jeho lid ponechal Fëanor svému osudu. Druhý z Finwëho synů se však se svým lidem rozhodnul podniknout nebezpečnou cestu přes ledovou úžinu Helcaraxë a ti, kteří tento vyčerpávající pochod přežili, později rovněž stanuli ve Středozemi.
Fëanorovi lidé se do Středozemě vrátili právě v době, kdy Morgothova vojska zle tiskla Sindar a hrozila jejich porážka. Návrat Noldor Temného pána překvapil, načež proti nově příchozím nepřátelům vyslal svá skřetí vojska. Fëanorovi lidé však skřety v bitvě pod hvězdami snadno porazili a zahnali je dokonce až k branám Angbandu. Tam byl balrogy smrtelně zraněn nerozvážný Fëanor. Vojska Noldor se poté stáhnula do pohořím bráněného Hithlumu a skřeti zalezli zpátky do děr Angbandu. Tehdy dorazil na sever Středozemě prořídlý lid Fingolfinův, což provázel první východ Slunce.

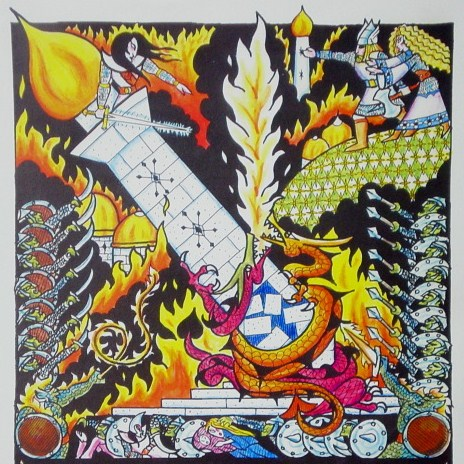
Pád Turgonovy věže při zkáze Gondolinu

### První věk
Po smrti Fëanora došlo mezi Noldor ve Středozemi k alespoň částečnému udobření, když nejstarší z Fëanorových synů Maedhros přenechal titul Velekrále Noldor svému nevlastnímu strýci Fingolfinovi. Příchod Noldor se však příliš nelíbil Thingolovi, který se obával jejich přílišných ambicí. Jeho nedůvěra a dokonce nenávist k Fëanorovým synům se prohloubila, když se později dozvěděl o vraždění svých příbuzných v Labutím přístavu. Noldor založili ve vysočinách severně od Beleriandu své říše jako hráz proti Morgothovi. Velekrál Noldor Fingolfin sídlil spolu se svým synem Fingonem a většinou svého lidu v Hithlumu. Jeho mladší syn Turgon nejprve obýval zemi Nevrast a později založil skryté království Gondolin. Vysočinu Dorthonion bránili Finarfinovi synové Aegnor a Angrod a jejich bratr Finrod zvaný Felagund postavil věž Minas Tirith bránící Sirionský průsmyk. Později přenechal Minas Tirith bratru Orodrethovi a založil skryté město Nargothrond. Fëanorovi synové bránili východní přístup do Beleriandu. Maedhros Maedhrosovu marku, Maglor území zvané jako Maglorova brána, Celegorm a Curufin opevnili průsmyk Aglon, Caranthir žil v Thargelionu a Amrod byl pánem rozptýleného loveckého lidu v jihovýchodním Beleriandu.
V roce 60 prvního věku se Temný pán pokusil zaskočit Noldor náhlým útokem, který se však elfům podařilo odrazit v Slavné bitvě, načež následovalo téměř 400 let trvající Obklíčení Angbandu za něhož se Morgoth pokusil jen o ojedinělé výpady. Říše Eldar v Beleriandu tehdy vzkvétaly a v této době se za Ered Luin dostali i první lidé, kteří se připojili k elfům v jejich boji proti Temnému pánovi. Obležení Angbandu bylo proraženo v roce 455, kdy Morgoth porazil elfy a lidi v bitvě náhlého plamene. V bitvě byly zničeny říše Finarfinových i Fëanorových synů a Noldor s vypětím všech sil ubránili Hithlum a průsmyky do Beleriandu. Velekrál Fingolfin zemřel v souboji na který vyzval Morgotha.
Thingolově dceři Lúthien a člověku Berenovi se po obrovském dobrodružství podařilo získat jeden ze silmarilů uložených v Morgothově koruně. Temný pán však vzápětí rozdrtil spojené Eldar, Edain a trpaslíky v bitvě nespočetných slz, načež již nic nebránilo jeho útokům proti královstvím Beleriandu. Brzy poté padlo království Nargothrond a přístavy ve Falasu.
Z lásky Berena a Lúthien se zrodil Dior. Lúthien poté přijala sudbu lidí a jako jediná z elfů opravdu zemřela. Silmaril, který Beren dal doriathskému Thingolovi za ruku jeho dcery, však nepřinesl Doriathu nic dobrého. Nejprve se jej pokusili získat trpaslíci z Nogrodu, kteří usmrtili krále Thingola a Menegroth vyplenili. Thingolův dědic Dior poté čelil útoku Fëanorových synů, kdy došlo k druhému zabíjení rodných. Posledním královstvím Eldar se tak stal Gondolin, který však padnul krátce poté dík Maeglinově zradě. Přeživší z Doriathu a Gondolinu se uchýlili pod Ulmovu ochranu k ústí řeky Sirionu, kde vznikly Sirionské přístavy. Jakmile se o nich dozvěděli Fëanorovi synové opět je poháněni svou přísahou napadli ve snaze získat otcovy klenoty. S klenoty se podařilo uprchnout půlelfům Eärendilovi a jeho družce Elwing. Za pomoci silmarily překonali se svou lodí moře a stanuli v Amanu, kde pohnuli Valar k útoku proti Morgothovi a k záchraně přeživších Eldar a Edain.
Valar společně s Vanyar a valinorskými Noldor Temného pána drtivě porazili a z jeho koruny odebrali zbývající dva silmarily. Klenotů se v zoufalství zmocnili Maedhros s Maglorem. Když viděli, že jejich boj je marný, ukončil Maedhros svůj život spolu s klenotem skokem do lávové propasti a Maglor vhodil svůj silmaril do moře. Při válce hněvu byl Beleriand poničen a zaplaven mořem. Část elfů po porážce Temného pána přijala odpuštění Valar a odplula na západ, kde se Eldar usadili na ostrově Tol Eressëa.

### Druhý věk
Většina Noldor, jejichž Velekrálem se stal Gil-galad však přesto zůstala ve Středozemi. Gil-galad a Círdan zůstali v přímořském Lindonu, Galadriel se svým manželem Celebornem založili nedaleko východních bran trpasličího Khazad-dûm království Eregion, kde navázali kontakt s královstvími Lóriland lesních elfů ve Velkém zeleném hvozdu. Králem elfů Velkého hvozdu se stal vzdálený Thingolův příbuzný Oropher, jehož sídlem se stal pahorek Amon Lanc.
Eregionským kovářům vedeným Fëanorovým vnukem Celebrimborem, kterým tajně radil Morgothův zamaskovaný pobočník Sauron, se podařilo vytvořit prsteny moci. Tři elfí prsteny nosili Gil-galad, Círdan a Galadriel. Elfové však brzy prokoukli Sauronovu lest, prsteny před jeho chtíčem skryli a nenosili. Sauron pro získání tří prstenů elfské říše v Eriadoru napadnul, avšak elfové se za pomoci Númenorejců a trpaslíků jeho útoku ve válce ubránili, avšak došlo k zpustošení Eregionu a zajetí Celebrimbora. Přeživší se pod vedením Elronda ukrývají v Roklince.
V roce 3430 druhého věku bylo založeno Poslední spojenectví elfů a lidí, v němž se proti druhému Temnému pánu spojili Noldor a elfové Lothlórienu a Velkého hvozdu s trpaslíky z Khazad-dûm a Dúnadany z království Gondor a Arnor. Společnými silami Saurona porazili a Isildurovi se podařilo odejmout mu z ruky jeho prsten, čímž Sauron ztratil na čas svou moc. Při dobývání Sauronovy pevnosti však padl poslední Velekrál Noldor ve Středozemi Gil-galad i jeho přítel Velekrál Dúnadanů Elendil, čímž se obě rasy na dlouhou dobu odcizily. Porážkou Saurona došlo ke konci druhého věku.

### Třetí a čtvrtý věk

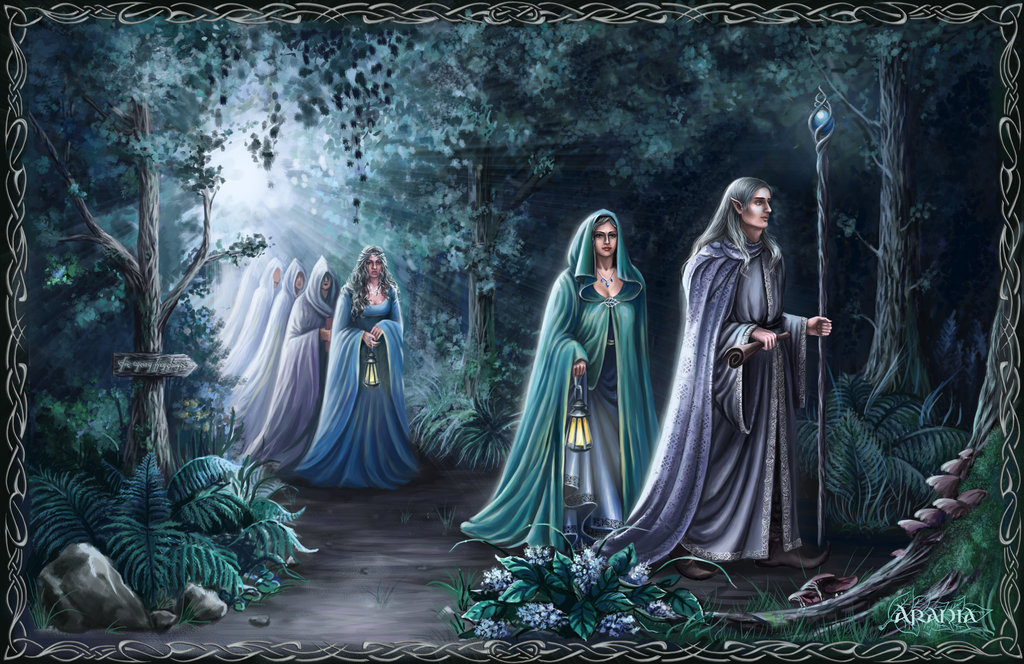
Elfové opouštějící Středozem

Třetí věk znamenal nástup věku lidí, kdy stále více elfů odplouvalo ze Středozemě přes Šedé přístavy na západ do Amanu. Noldor, kteří zůstali ve Středozemi se sdružili kolem Círdana v Šedých přístavech a Elronda v Roklince. Na východ od Mlžných hor se elfové sdružili okolo paní Galadriel v Lothlórienu a Oropherova syna Thranduila v Temném hvozdu.
Proti povstávající moci Saurona byla v roce 3018 třetího věk svolána do Roklinky Elrondova rada, na níž bylo mezi zástupci národů Středozemě dojednáno zničení Jednoho prstenu. Za tímto účelem bylo vytvořeno Společenstvo prstenu, v němž zastupoval elfy syn krále Thranduila Legolas.
Ve válce o prsten přepadla Sauronova vojska z Dol Gulduru Thranduilovu říši v Temném hvozdu. Elfům se v bitvě pod stromy podařilo jeho vojska odrazit. S pádem Saurona zaútočili Celeborn a Galadriel na Dol Guldur, který je pobořen a Temný hvozd očištěn, načež je přejmenován na Les zelených listů. Po porážce Mordoru a pádu Saurona si Elrondova dcera Arwen vzala za manžela Isildurova dědice Aragorna, který znovuobnovil Obnovené království, čímž skončil třetí věk.
Ve čtvrtém věku došlo k definitivnímu vyblednutí posledních elfských království ve Středozemi a většina Eldar se přesunula za moře. Středozem opustili i hrdinové třetího věku Legolas, Galadriel a nakonec také stavitel lodí Círdan.

## Jazyky elfů
Elfové v Tolkienově světě užívali tyto jazyky:
- Primitivní Quenya
  - Dialekty Avari
  - Praeldarština
    - Quenya
    - Telerijština
    - Jazyky Nandor a Lesních elfů, zapomenuty
    - Sindarština

## Adaptace
V animované filmové verzi Hobita z roku 1977 natočeném režiséry Jules Bassem a Arthurem Rankinem juniorem jsou Lesní elfové zobrazeni jako blonďatí skřítci s nazelenalou barvou kůže. Elrond je ve filmu zobrazen jako vysoký muž s hvězdami okolo hlavy.
Peter Jackson ve své filmové trilogii natočené na přelomu tisíciletí zobrazil elfy jako vznešené a pohledné osoby. Přidržel se rovněž verze se špičatýma ušima.

## Seznam nejznámějších elfů

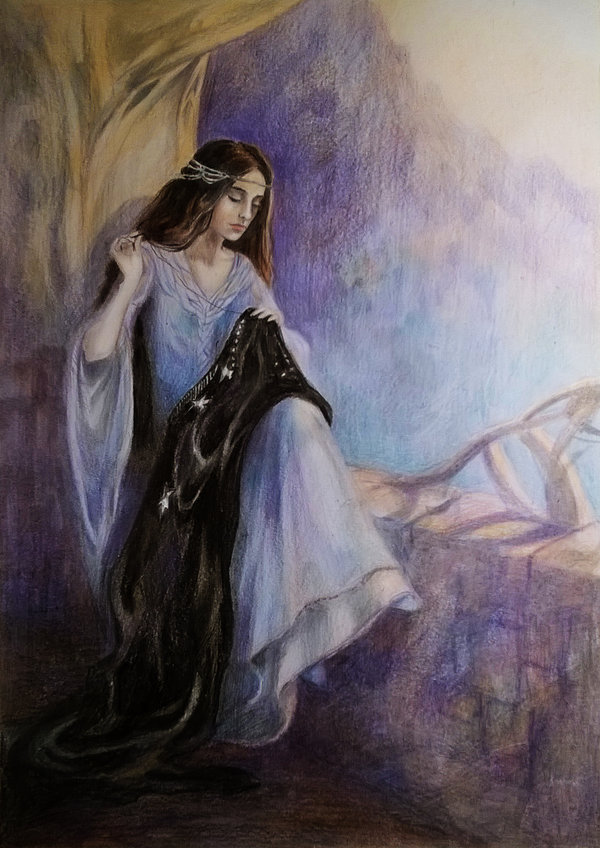
Arwen, dcera půlelfa Elronda

| - Ingwë - Finwë - Elwë - Fëanor - Fingolfin - Finarfin | - Turgon Gondolinský - Galadriel - Fingon - Finrod Felagund - Lúthien Tinúviel - Dior Eluchíl | - Arwen Undómiel - Celebrimbor - Gil-galad - Elrond - Elwing - Celeborn | - Círdan - Celeborn - Legolas - Thranduil - Beleg Lučištník - Olwë | - Eärendil - Elwing - Daeron - Maedhros - Celegorm - Curufin | - Maglor - Caranthir - Orodreth - Amrod - Amras - Eöl | - Oropher - Amdír - Haldir - Glorfindel - Idril - Míriel | - Celebrían - Nimloth - Findis - Irien Lalwen - Elladan - Elrohir |